# Luis de Prendergast y Gordon
Luis de Prendergast y Gordon (Cádiz, 2 de diciembre de 1824 - Madrid, 21 de diciembre de 1892) fue un militar y aristócrata español, marqués de Victoria de las Tunas, senador vitalicio, Capitán General de Cuba y capitán general de Cataluña.

## Biografía
Hijo de José Prendergast y Sweetman y María Cristina Gordón y Archimbaud, miembro de la Orden de las Damas Nobles de la Reina María Luisa, ambos de origen escocés. Ingresó en el ejército en 1843 y en 1844 fue destinado a la Escuela del Estado Mayor. Después de luchar en la segunda guerra carlista (1848) consiguió el grado de capitán. Después de combatir contra los revolucionaros de la vicalvarada de 1855 fue ascendido a teniente coronel. Desde 1859 es destinado como oficial en el Ministerio de la Guerra, donde ascendió a coronel en 1863. Después de la revolución de 1868 dimite y se mantiene inactivo durante el Sexenio democrático, pero a comenzar la tercera guerra carlista es destinado al frente del norte. En 1875, es ascendido a general y nombrado gobernador militar de Cádiz. En 1876 es destinado a Cuba, donde vuelve en 1877 con el nombramiento de teniente general. En 1878 recibe el título de marqués de Victoria de las Tunas y el nombramiento como Capitán General de Granada, que deja en 1879 cuando es nombrado capitán general de Cataluña, cargo que ocuparía hasta 1880 y deforma breve en 1881.
En 1881 es nombrado Capitán General de Cuba en sustitución de Ramón Blanco y Erenas. Su mandato en Cuba se caracterizó por un período relativamente tranquilo, tan solo agitado en parte por la acción de los autonomistas exigiendo a España reformas para Cuba, para así frenar la acción de los independentistas. En 1883 dejó el cargo y vuelve a la Península. Desde 1881 fue nombrado senador vitalicio, en 1885 fue presidente del Consejo Supremo de Guerra y Marina y en 1890-1891 Inspector General de Caballería.